# 清水镇 (腾冲市)
清水镇，是中华人民共和国云南省保山市腾冲市下辖的一个镇。
2022年6月16日，云南省人民政府批准清水乡撤乡设镇，7月15日正式挂牌。

## 行政区划
清水镇下辖以下地区：
荆陈社区村、清水社区村、驼峰村、三家村、良盈村和大寨村。